# 北西ドイツ・フィルハーモニー管弦楽団
北西ドイツ・フィルハーモニー管弦楽団（ドイツ語：Nordwestdeutsche Philharmonie）は、ドイツのノルトライン＝ヴェストファーレン州ヘルフォルトに本拠を置くオーケストラである。

## 概要
1946年にリンツ帝国ブルックナー管弦楽団とプラハ・ドイツ・フィルハーモニー管弦楽団の元楽団員によってバート・ピルモントに設立された団体を前身とし、1950年にヘルフォルト交響楽団と合併して成立。当初、都市同盟交響楽団（Städtebund-Symphoniker）を名乗ったが、1951年に現在名に改称した。

歴代の指揮者にヴィルヘルム・シュヒター、ヘルマン・シェルヘン、上岡敏之、アンドリス・ネルソンスなどがいる。

## 歴代首席指揮者
- 1950 - 1952 ロルフ・アゴップ
- 1952 - 1953 オイゲン・パプスト
- 1953 - 1955 ヴィルヘルム・シュヒター
- 1955 - 1956 アルベルト・グリューネス（芸術監督）
- 1956 - 1961 クルト・ブラス（常任指揮者→音楽総監督）
- 1959 - 1960 ヘルマン・シェルヘン
- 1961 - 1963 ヘルマン・ヒルデブラント
- 1963 - 1969 リヒャルト・クラウス
- 1969 - 1971 ヴェルナー・アンドレアス・アルベルト
- 1971 - 1974 エーリヒ・ベルゲル
- 1975 - 1987 ヤーノシュ・クルカ
- 1987 - 1991 アラン・フランシス
- 1992 - 1998 ミハイル・ユロフスキ（音楽総監督）
- 1998 - 2006 上岡敏之（音楽総監督）
- 2006 - 2009 アンドリス・ネルソンス
- 2010 - 2014 ユージン・ツィガーン[2]
- 2014 - 2020 イヴ・アベル[3]
- 2021 - 2024 ジョナサン・ヘイワード[4]
- 2024 - ジョナサン・ブロクサム[5]